# Lonchaea tarsata
Lonchaea tarsata is een vliegensoort uit de familie van de Lonchaeidae. De wetenschappelijke naam van de soort is voor het eerst geldig gepubliceerd in 1820 door Fallen.